# Whataburger
Whataburger — американська приватна регіональна мережа ресторанів швидкого харчування, що спеціалізується на гамбургерах. Перший ресторан мережі був відкритий Гармоном Добсоном і Полом Бертоном 8 серпня 1950 року в місті Корпус-Крісті (Техас). Мережа належить і управляється родиною Добсон станом на квітень 2017 року в Південно-Східному і Південно-Західному регіонах США налічується 809 ресторанів Whataburger. Штаб-квартира — Сан-Антоніо (штат Техас).
Протягом багатьох років Whataburger був відомий будівлями своїх ресторанів в стилі A-frame house в апельсинові і білі смуги. Перший ресторан A-frame був побудований в Одесі (штат Техас) і тепер є історичною пам'яткою.
Основні продукти компанії включають «Whataburger», «Whataburger Jr.», «Justaburger», «Whatacatch» (рибний сендвіч) і «Whatachick'n». Також є меню сніданку.